# Каштелойнш-де-Сепеда
Каштелойнш-де-Сепеда (порт. Castelões de Cepeda)  —  район (фрегезия) в Португалии,  входит в округ Порту. Является составной частью муниципалитета  Паредеш. По старому административному делению входил в провинцию Дору-Литорал. Входит в экономико-статистический  субрегион Тамега, который входит в Северный регион. Население составляет 7299 человек на 2001 год. Занимает площадь 3,69 км².
Покровителем района считается Иисус Христос (порт. São Salvador). 